# Gilman (Iowa)
Gilman es una ciudad ubicada en el condado de Marshall en el estado estadounidense de Iowa. En el Censo de 2010 tenía una población de 509 habitantes y una densidad poblacional de 363,26 personas por km².

## Geografía
Gilman se encuentra ubicada en las coordenadas 41°52′44″N 92°47′17″O / 41.87889, -92.78806. Según la Oficina del Censo de los Estados Unidos, Gilman tiene una superficie total de 1.4 km², de la cual 1.4 km² corresponden a tierra firme y (0%) 0 km² es agua.

## Demografía
Según el censo de 2010, había 509 personas residiendo en Gilman. La densidad de población era de 363,26 hab./km². De los 509 habitantes, Gilman estaba compuesto por el 99.61% blancos, el 0% eran afroamericanos, el 0% eran amerindios, el 0% eran asiáticos, el 0% eran isleños del Pacífico, el 0.2% eran de otras razas y el 0.2% pertenecían a dos o más razas. Del total de la población el 0.79% eran hispanos o latinos de cualquier raza.